# La Centinela

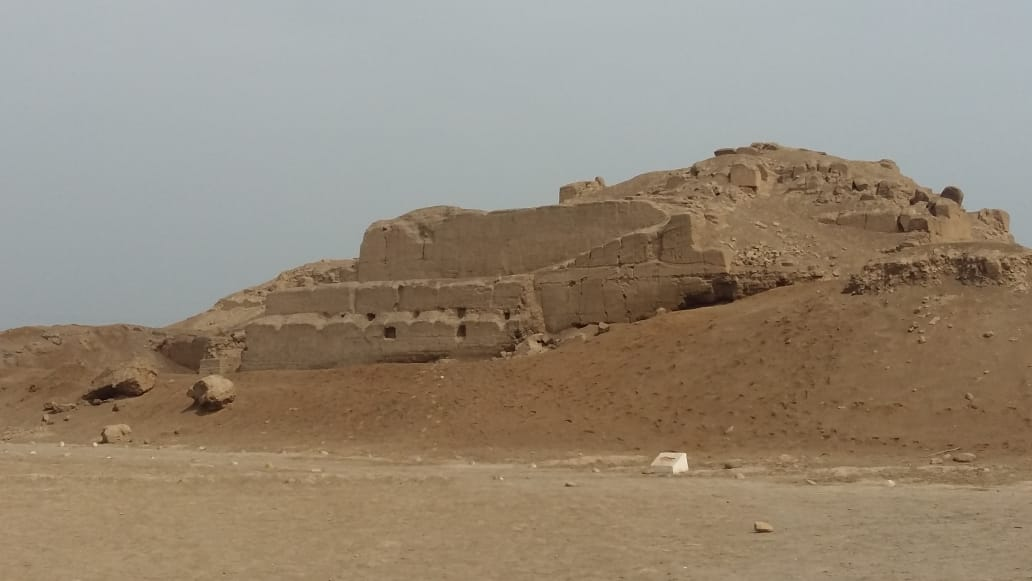
Setor 8 de La Centinela

La Centinela é um sítio arqueológico no Peru que foi um importante centro administrativo durante operíodo intermediário tardio.

## História
Construída entre 1100 e 1350, La Centinela foi a capital do reino Chincha e mesmo após a anexação ao Império Inca continuou mantendo sua importância sofrendo várias modificações a partir de 1470. É "um lugar incomum na medida em que é um dos poucos lugares onde os incas incorporaram uma cultura com um grande aparato estatal em uma capital preexistente e ainda em funcionamento, não inca". Em 1958, Dwight T. Wallace descobriu um amplo sistema de estradas que saiam de La Centinela e passavam por várias cidades do vale (entre 30 e 40 cidades), sugerindo uma administração pré-inca altamente centralizada.

## Localização
La Centinela fica a cerca de 200 km ao sul de Lima no Vale Chincha e a cerca de 1 km do Oceano Pacífico e está rodeado por terras agrícolas irrigadas. Isto significa que os moradores de La Centinela exploraram recursos vegetais, animais e marinhos
Existem 11 estruturas em forma de pirâmide bem definidas e pequenos edifícios construídos com tijolos de adobe. Existem exemplos de paredes de adobe decoradas usando a técnica de Champlevé.
Pinturas geométricas em preto, vermelho e branco podem ser vistas dentro do edifício principal.